# Lienhard Wawrzyn
Lienhard Wawrzyn (* 2. April 1951 in Berlin) ist ein deutscher Autor, Film- und Fernsehregisseur und Dramaturg.

## Leben
Nach dem Abitur studierte Wawrzyn an der Freien Universität Berlin Philosophie, Germanistik und Psychologie unter anderem bei Wilhelm Weischedel und Michael Theunissen mit den Schwerpunkten Kant, Hegel, Schelling und Frankfurter Schule.
Nach dem Studium zunächst Arbeit als Lehrbeauftragter an der Freien Universität (FU) Berlin. Er führte Seminare unter anderem gemeinsam mit Rüdiger Safranski durch zu den Themen Deutsche Romantik, Eichendorff, E. T. A. Hoffmann.
Wawrzyn ist Absolvent der Deutschen Film- und Fernsehakademie, an der er von 1978 bis 1981 studierte. Er besuchte außerdem Regie-Seminare und Workshops bei Krzysztof Kieślowski, Edward Zebrowski, Agnieska Holland und Weiterbildungen im Bereich Drehbuch bei Frank Daniel, David Howard, Don Bohlinger. Für den Kurzfilm Menschen wie aus Glas erhielt Wawrzyn 1983 das Filmband in Silber bei der Verleihung des Bundesfilmpreises.
Er ist Gründungsmitglied des Verbandes Deutscher Drehbuchautoren (VDD) und gehörte mehr als zehn Jahre dem Vorstand an.
Wawrzyn ist verheiratet, hat eine Tochter und lebt in Berlin.

## Filmografie

### Regie (Auswahl)
- 1982: Menschen wie aus Glas (auch Buch)
- 1983: German Dreams (auch Buch)
- 1983: Die Pfütze Paula
- 1984: Leichter als Luft (zusammen mit Henning Borgelt)
- 1985: Merry X'Mas
- 1988: Ritas Freund (SWR, Drehbuch: Norbert Ehry)
- 1994: Der Blaue (auch Buch)

### Drehbücher (Auswahl)
- 1990: Abgeschleppt (SFB, Regie: Dani Levy)
- 1996–1998: OP ruft Dr. Bruckner (Konzept und 38 Drehbücher)
- 1997: Tatort – Eiskalt (zusammen mit Henning Borgelt)
- 1999: Tatort – Der Duft des Geldes
- 2000: Tatort – Der lange Arm des Zufalls

### Creative und Supervising Producer
- 2000: Creative Producer in USA und Kanada für die Fernsehserie Mythquest (PBS/Show Case)
- 2003–2005: Supervising Producer Grundy UFA für die Fernsehserien Julia, Wege zum Glück (ZDF) und Tessa (ZDF)

## Bücher

### Romanautor
- 2009: Maxis Nächte. Kriminalroman, Bebra Verlag Berlin. ISBN 978-3-89809-513-6.
- 2007–2008: Rotbergs Lächeln. Kriminalroman, Bebra Verlag Berlin. ISBN 978-3898095105.

### Sachbücher-Autor und -Herausgeber (Auswahl)
- 1973: Walter Benjamins Kunsttheorie. Darmstadt, Luchterhand. ISBN 9783472770169.
- 1974: Wohnen darf nicht länger Ware sein. (zusammen mit Dieter Kramer); Darmstadt, Luchterhand. ISBN 3472611642.
- 1975: Methodenkritik des Literaturunterrichts. Darmstadt, Luchterhand. ISBN 9783472620051.
- 1978/1994: Der Automatenmensch, E. T. A. Hoffmanns Erzählung vom Sandmann, Neuausgabe, Berlin, Wagenbach. ISBN 9783803121776.
- 1979: Eingreifendes Fotografieren. Geschichte, Theorie, Projekte. (zusammen mit Wolfgang Kunde); Berlin, Verlag Ästhetik und Kommunikation. ISBN 9783882451023.

### Kommunikation
- Romantische Gedichte. Natursehnsucht und Liebesleid, Neuausgabe, Berlin, Klaus Wagenbach, 2002
- Der Blaue. Das Spitzelsystem der DDR, Berlin, Klaus Wagenbach, 1990, ISBN 3 8031 2180 9.

## Redakteur
- 1976–1981 arbeitete Wawrzyn als Autor, Redakteur und zeitweise als Geschäftsführer der Kulturzeitschrift Ästhetik & Kommunikation und betreute unter anderem Heftschwerpunkte zu Themen wie Kinderalltag, Kindermedien.